# 德伦特韦德
德伦特韦德是德国下萨克森州的一个市镇。总面积30.31平方公里，总人口997人，其中男性510人，女性487人（2011年12月31日），人口密度33人/平方公里。